# Bruno Chersicla
Bruno Chersicla (Trieste, 10 ottobre 1937 – Trieste, 3 maggio 2013) è stato un artista, pittore e scultore italiano.

## Biografia
La sua formazione avviene all'Istituto Statale d'Arte per l'Arredamento e la Decorazione della Nave e degli Interni di Trieste. Le sue prime opere informali sono del 1958. In questi anni realizza anche opere sulle navi passeggeri Aurelia, Galileo Galilei, Raffaello, Eugenio C., Oceanic.
Negli anni sessanta è tra i fondatori del gruppo triestino Raccordosei con Lilian Caraian, Enzo Cogno, Claudio Palcich, Nino Perizi e Miela Reina. Realizza in questi anni scenografie e costumi per il Teatro Stabile di Prosa di Trieste e per il Piccolo Teatro di Milano dove vive dal 1966. Alla produzione delle prime opere informali succede alla fine degli anni sessanta un periodo di sperimentazione nella costruzione di particolari strutture lignee policrome, baroki, con sagome imperniate tra di loro e atte a potersi trasformare in altre forme con la partecipazione del fruitore. Tale intenzione rimarrà d'ora in avanti il suo elemento stilistico. Negli anni settanta alle soluzioni astratte subentra una sorta di raffigurazione di forme geometriche, Lezione di Geometria, e in seguito - con Spitzenkongress - affronta il ritratto in particolare dei personaggi della cultura delle avanguardie storiche, formativi della sua identità: Klee, Tàpies, Svevo, Joyce, Klimt, Depero.
Nel 1982, anno del centenario joyciano, esegue disegni e sculture a Trieste per È tornato Joyce.
Nel 1986 realizza alcune grandi opere simboliche della città di Trieste per la mostra Trouver Trieste alla Conciergerie e al Beaubourg di Parigi.
Dal 1992, partecipa al completamento della Chiesa dell'Annunciazione a Peregallo di Lesmo (MB) con la scultura dell'Annunciazione dietro all'altare, con il confessionale e con le stazioni della via Crucis.
Nel 1994 presenta una grande mostra antologica nei Chiostri di S. Domenico di Reggio Emilia e nel 1997 al Civico Museo Revoltella di Trieste. Nel 2001 ha ottenuto il Guinness dei Primati per il dipinto più grande del mondo nella Piazza Unità d'Italia di Trieste, ideando un happening che ha coinvolto nell'esecuzione dell'opera oltre 4700 persone.
Tra le mostre più importanti degli ultimi anni le esposizioni di Atlanta, Chicago, Lubiana, Miami, New York, Parigi, Toronto.

## Riconoscimenti
- 2008 Premio delle Arti Premio della Cultura di Milano
- 2009 Premio San Giusto d'Oro dei cronisti del Friuli Venezia Giulia

## Opere
- Porta del “Savini”, Milano
- Interni della Chiesa del Collegio San Giuseppe Villoresi, Monza
- Scultura semovente in acciaio inox “Cronoscopio”, Udine
- Vetrate per il Santuario della Beata Vergine del Rosario, Vimercate (Milano)
- Fontana in marmo “Conversazione alla Fonte”, Loano (Savona)
- Sculture e dipinti nella Chiesa dell'Annunciazione, Peregallo di Lesmo (Monza e Brianza)
- Trofeo-scultura in bronzo dorato per il premio letterario Alabarda d'oro, Trieste
- Fontana in marmo “Il Nettuno”, Loano (Savona)

## Pubblicazioni
- È tornato Joyce: iconografia triestina per Zois, con una prefazione di Giancarlo Vigorelli e un commentario di Stelio Crise, Nuova Rivista Europea (NRE), Milano, 1982
- Trailers, Ed. Spriano, Omegna, 1985
- Europa a lapis, prefazione di Pier Luigi Gerosa. Ed. Il Capricorno, Bormio, 1986
- Il viaggio, Ed. Spriano, Omegna, 1987
- Veicoli, Ed. Spriano, Omegna, 1987
- Tropos, Metafore pubblicitarie, prefazione di Vincenzo Guarracino. Ed. Spriano, Omegna, 1990
- Teatro fu Canossa, Commentario di Leopoldo Paciscopi. Edizioni La Scaletta, San Polo d'Enza, 1992
- Teodelinda – Una regina per Monza, testi di Renato Mambretti e Paola Scaglione. Ass. Pro Monza, Monza, 1996
- 24h – Indice dei gesti ricorrenti, Ed.Donati galleria libreria, Crevalcore, 1999
- Café, Testo di Vincenzo Guarracino. Ed. Seregn de la Memoria, Seregno, 2000
- Nel parco di Miramare: dodici alberi esotici: ritratti da Bruno Chersicla / portrayed by Bruno Chersicla, Stella, Trieste, N. Bassanese, 2000
- Il Collezionista, Testo di Gian Pietro Menzani. Ed. Galleria Galliata, Alassio, 2005
- Basilica di San Pietro al Monte, Adelchi e il cinghiale, prefazione di Piergiorgio Mandelli. Cattaneo Ed. Oggiono, 2008
- Trieste 24 ipotesi di realtà, prefazione di Rossella Fabiani. GR Edizioni, Besana in Brianza, 2010